# 宮川哲夫
宮川 哲夫（みやかわ てつお、1922年2月7日 - 1974年9月30日）は、昭和期の歌謡曲作詞家。伊豆大島、大島町波浮港出身。

## 来歴・人物
1922年（大正11年）、東京府大島町波浮港4番地、父・宮沢源之助と母・登代の間に生まれる。自宅以外に別荘を2軒持つ程の大きな網元「宮鉄」の長男であった。当時の波浮港は、沖に日本有数の漁場「大室出し」を抱え、全国から漁船が集まり、「銚子か、波浮か？」と歌われるほど、漁港町として繁栄していた。祖父が演劇が好きで、伊豆の踊り子一座に、別宅を貸し与えていた。
1927年（昭和2年）、5歳のとき、野口雨情作詞、中山晋平作曲の「波浮の港」がビクターから発売され、全国を風靡した。
1934年（昭和9年）、12歳のとき、網元「宮鉄」が破産し、財産が差し押さえられ、一家は没落。3棟あった住宅も全て差し押さえを受け、牛小屋を改造した納屋のような民家に一家で転居する。富裕層から貧困層への急な転落が、宮川哲夫の心に大きな陰影を落とす。
1936年（昭和11年）、14歳のとき、波浮尋常高等小学校卒業。私学進学をあきらめ、学費のかからない東京府豊島師範学校へ上位で受かり入学。同級生に井手雅人（シナリオライター）、大道健治（画家・光風会会員）、森直兄（政治家、東京都稲城市市長歴任）がおり、生涯の友となる。また、この年8月宮川の母・登代が倒れ、病床に伏したまま12月16日に死去。一家破産事件に続き、尊敬する母の急死に大きなショックを受ける。
1937年（昭和12年）、15歳のとき、豊島師範学校の上級生であり、先達の詩作同人「石坂正雄」からの薦めで詩作を始める。
1938年（昭和13年）、16歳のとき、文芸誌「若草」へ投稿した歌謡詞が入選し、詩作に没頭し始める。「みなわ」「峠の春」等自作詩集を編む。また、学友・井出雅人とともに文芸同人誌「白謬木 ぬるで」を創刊する。
1940年（昭和15年）、20歳で豊島師範学校を卒業。伊豆大島の差木地尋常高等小学校に訓導（教諭）として赴任。
1945年（昭和20年）、23歳のとき、大島町差木地の木村和恵と結婚。
1951年（昭和26年）、29歳のとき、教師をしながら高橋掬太郎主宰の歌謡同人誌「歌謡文芸」の同人として作詞の道を志す。「歌謡文芸」の会合で、創刊発起人の板倉文雄、石本美由紀らと知り合う。
1952年（昭和27年）、30歳のとき、世田谷区立世田谷小学校に転任。石本主宰の歌謡誌「新歌謡界」創刊と同時に同人として参加する。
1953年（昭和28年）、31歳で、宮川作詞の「街のサンドイッチマン」（作曲・吉田正、歌手・鶴田浩二）がレコード発売され、ヒットする。
1954年（昭和29年）、32歳のとき、1月1日、ビクターレコードと専属契約をして新歌謡界出身者第1号の専属作詞家となる。世田谷小学校を3月末で退任。前年発表の楽曲「哀愁のギター」（宮川のレコーディングデビュー作）を皮切りに、時代風靡の作曲家・吉田正とコンビを組むことが多くなる。また、作曲家・利根一郎とも組み、以降13年に亘り続々とヒット作品を生み出す。
1955年（昭和30年）、「ガード下の靴磨き」「赤と黒のブルース」がヒット。その後も、1956年（昭和31年）に「好きだった」「場末のペット吹き」、1957年（昭和32年）に「夜霧の第二国道」「羽田発7時50分」、1958年（昭和33年）には「夜霧に消えたチャコ」「公園の手品師」、1961年（昭和36年）には「東京ドドンパ娘」「背広姿の渡り鳥」「湖愁」と、ヒットを重ねる。
1963年（昭和38年）に「美しい十代」がヒット。この年、八日倶楽部で池波正太郎と知り合う。
1965年（昭和40年）、「アリューシャン小唄」ヒット。父源之助死去。
1966年（昭和41年）、「雨の中の二人」ヒット。楽曲「霧氷」で、歌手の橋幸夫、作曲の利根一郎とともに、第8回レコード大賞を受賞。 
1974年（昭和49年）、膵臓癌のため東京女子医大病院で死去。享年52。宮川が生涯に手がけた歌謡曲の作詞総数は850曲にのぼる。

## 補足
- 宮川哲夫の詞は都会調だが、戦後の混乱期の哀愁と孤独、空虚感が漂うのが特徴であり、鶴田浩二は、これを『宮川ニヒリズム』と呼び、的を射た表現と多くの共感を呼んだ。
- 宮川哲夫作詞の「ガード下の靴磨き」を歌ったことがきっかけとなり、歌手宮城まり子は、自然と恵まれない子供たちに目が向くようになりねむの木学園の構想へつながった旨、後年述懐している。
- 宮川哲夫は、野口雨情作詞の「磯の鵜の鳥ゃ　日暮れにゃ帰る　波浮の港は　夕焼け小焼け　明日の日和は　ヤレホンニサ　なぎるやら」で知られる大島町「波浮の港」の出身である。1976年（昭和51年）に出版された遺稿「公園の手品師　宮川哲夫詩集」（宮川哲夫遺作品編集室発行、発行者宮川和恵）の中で（p.47〜48）、伊豆大島の伝承民謡である「大島節」の自作詞（大島節は本来即興詞で唄い継ぐ民謡）を6篇残している。そのうち4篇は出身地である波浮港を詞ったものであった。

## 代表的作品（作曲・歌手）
- 1952年、哀愁のギター（作曲・吉田正、歌手・宇都美清）
- 1953年、街のサンドイッチマン（作曲・吉田正、歌手・鶴田浩二）
- 1954年、公園の手品師（作曲・吉田正、歌手・鶴田浩二）
- 1955年、ガード下の靴みがき（作曲・利根一郎、歌手・宮城まり子）
- 1955年、赤と黒のブルース（作曲・吉田正、歌手・鶴田浩二）
- 1956年、好きだった（作曲・吉田正、歌手・鶴田浩二）
- 1957年、夜霧の第二国道（作曲・吉田正、歌手・フランク永井）
- 1958年、羽田発7時50分（作曲・豊田一雄、歌手・フランク永井）
- 1958年、公園の手品師（作曲・吉田正、歌手・フランク永井）
- 1959年、夜霧に消えたチャコ（作曲・渡久地雅信、歌手・フランク永井）
- 1961年、東京ドドンパ娘（作曲・鈴木庸一、歌手・渡辺マリ）
- 1962年、背広姿の渡り鳥（作曲・渡久地雅信、歌手・佐川満男）
- 1962年、湖愁（作曲・渡久地雅信、歌手・松島アキラ）
- 1963年、美しい十代（作曲・吉田正、歌手・三田明）
- 1966年、雨の中の二人（作曲・利根一郎、歌手・橋幸夫）
- 1966年、汐風の中の二人（作曲・利根一郎、歌手・橋幸夫）
- 1966年、霧氷（作曲・利根一郎、歌手・橋幸夫） ※レコード大賞受賞
- 1968年、恋はせつなく（作曲・利根一郎、歌手・橋幸夫）※最後のヒット賞受賞曲